# Vorspannkraftverlust
Der Vorspannkraftverlust infolge Setzens {\displaystyle F_{\mathrm {Z} }} ist derjenige Anteil der Vorspannkraft, der nach Anziehen einer Schraubverbindung verloren geht, weil sich Rauigkeiten der Materialien (Platten, Schraubenkopf und Gewinde) in den Kontaktflächen einebnen. Dieser muss neben der vorgesehenen Klemmkraft mit der Montagevorspannkraft aufgebracht werden. Wird er nicht beachtet kann bei Überlagerung von Klemmkraft und Betriebskraft die Verbindung ihre Vorspannung verlieren. Je nach Art der Verbindung sind dann Undichtigkeiten oder vorzeitiges Versagen der Verschraubung die Folge.
Die Kraft setzt sich aus drei Größen zusammen:
- Der Nachgiebigkeit der Schraube {\displaystyle \delta _{\mathrm {S} }},
- der Nachgiebigkeit (oder Stauchung) der Platte {\displaystyle \delta _{\mathrm {P} }} und
- dem Setzbetrag {\displaystyle f_{\mathrm {Z} }}.

Der Vorspannkraftverlust wird benötigt, um die Montagevorspannkraft zu berechnen.
{\displaystyle F_{\mathrm {Z} }={\frac {f_{\mathrm {Z} }}{\delta _{\mathrm {S} }+\delta _{\mathrm {P} }}}}
Setzbetrag {\displaystyle f_{\mathrm {Z} }}
Den Setzbetrag  {\displaystyle f_{\mathrm {Z} }} erhält man aus der Anzahl der Trennfugen und der Art der Bearbeitung dieser Fugen:
Dabei muss darauf geachtet werden, dass zu den Trennfugen immer noch eine Fuge zusätzlich für das Gewinde hinzuaddiert wird, da auch hier Unebenheiten zwischen den Gewindegängen der Innen- und Außengewinde geglättet werden.
| Trennfugeneinfluss | Trennfugeneinfluss | Trennfugeneinfluss | Trennfugeneinfluss |
| ------------------ | ------------------ | ------------------ | ------------------ |
| Trennfugenzahl     | gedreht [µm]       | geschliffen [µm]   |                    |
| 2                  | 13                 | 10                 |                    |
| 3                  | 16                 | 12                 |                    |
| 4                  | 20                 | 14                 |                    |
| 5                  | 25                 | 16                 |                    |
| 6                  | 30                 | 18                 |                    |